# 環境犯罪学
環境犯罪学（かんきょうはんざいがく）は、犯罪の「原因」ではなく、犯罪を取り巻く具体的な「環境」ならびに犯罪の分布及びパターンに着目することにより、客観的な犯罪の理解の下、効果的な犯罪の予防を目的とする学問。講学上、合理的選択理論・日常活動理論・犯罪機会論などの統合理論であると位置づけられる。具体的な予防策との親和性が高い。環境犯罪学に基づく対策として、例えば、玄関の鍵の数を増やす、公園の植込みの高さを低くする、犯罪多発地帯に有能な監視者を置く、などが挙げられる。
19世紀ヨーロッパのゲリーやアドルフ・ケトレー、1930年代のシカゴ学派の研究成果に源流があるとされる。本格的な理論構築は1970年代のC・R・ジェフェリーやオスカー・ニューマンに始まる。用語はブランティンハム夫妻が1981年の著書で提唱した。